# Unglaublich, aber wahr
Unglaublich, aber wahr ist ein französisch-belgischer Spielfilm von Quentin Dupieux aus dem Jahr 2022. Die Komödie handelt von einem Paar (dargestellt von Alain Chabat und Léa Drucker), das ein Haus kauft, nachdem es in dessen Keller etwas entdeckt hat, das sein Leben verändern könnte.
Der Film wurde im Februar 2022 bei den 72. Internationalen Filmfestspielen Berlin uraufgeführt. Der Film startete in Frankreich am 15. Juni 2022 und die deutschsprachige Erstausstrahlung erfolgte am 14. August 2024 auf Arte.

## Handlung
Alain und Marie sind auf der Suche nach einem neuen Haus. Als sie in einem Vorort ein Kaufobjekt entdecken, das laut Makler im Keller etwas beherbergen soll, das ihr Leben auf den Kopf stellen kann, schlägt das Paar zu. Vor allem Marie ist fasziniert von der Entdeckung und besucht immer wieder das Kellergeschoss. Von dort aus gelangt man in eine abwärtsführende Röhre, an deren Ende man wieder im ersten Stock des Hauses herauskommt. Dabei überspringt man einen Zeitraum von zwölf Stunden, wird aber drei Tage jünger.
Als Alains schräger Chef Gérard mit seiner Freundin Jeanne zum Essen eingeladen wird, möchte ihnen Alain am liebsten von der unglaublichen Entdeckung berichten. Aber Marie ist entschlossen, das Geheimnis im Keller für sich zu bewahren.
Marie benutzt die Röhre unentwegt, um jünger zu werden, ihr Mann jedoch nicht. Nach einem Versuch mit einem fauligen Apfel kommt ihnen der Verdacht, dass auch Marie innerlich von Ungeziefer befallen sein könnte, was sich bestätigt. Darauf lässt Alain die Röhre zubetonieren.

## Veröffentlichung
Die Premiere der „Satire über menschliche Obsessionen“ fand am 11. Februar 2022 bei den Filmfestspielen Berlin in der Sektion Berlinale Special statt. Ein regulärer Kinostart in Frankreich erfolgte am 15. Juni 2022 im Verleih von  Diaphana Distribution.